# Façanes del riu Ter
Les Façanes del riu Ter és una obra de Sant Joan de les Abadesses (Ripollès) protegida com a Bé Cultural d'Interès Local.

## Descripció
Línia de façanes de les cases de la vila vella situades al marge esquerra del riu Ter. Aquests habitatges estan fonamentats en el llenç de muralla que, antigament, també resseguia aquesta línia vora el riu. La característica fonamental d'aquestes façanes és el seu ordenament amb arcades desenvolupades en dos pisos.